# Macromesodon
Macromesodon è un genere di pesci ossei estinto, appartenente ai picnodontiformi. Visse nel Giurassico superiore (Kimmeridgiano - Titoniano, circa 152 - 148 milioni di anni fa) e i suoi resti fossili sono stati ritrovati in Europa.

## Descrizione
Questo pesce era di dimensioni piuttosto grandi, e poteva superare il mezzo metro di lunghezza. Possedeva un corpo pressoché ovale, appiattito lateralmente e molto alto. Era dotato di una sorta di gibbosità dorsale nella parte anteriore del dorso, che lo differenziava dalle forme simili quali Turbomesodon. La testa era alta e dotata di una bocca diretta verso il basso, con forti denti emisferici. La pinna dorsale era ampia, semicircolare e posta nella parte posteriore del dorso, mentre la pinna anale era opposta ad essa e considerevolmente più piccola. La pinna caudale non era biforcuta.  
Macromesodon era caratterizzato da una combinazione unica di caratteri primitivi e derivati: il peduncolo caudale non era differenziato, le ossa frontali erano curve e corte, erano presenti ossa infraorbitali di forma tubolare, tre file di denti prearticolari, quattro denti nell'osso dentale, vi erano più di 34 vertebre e più di 17 scaglie lungo il margine dorsale. 

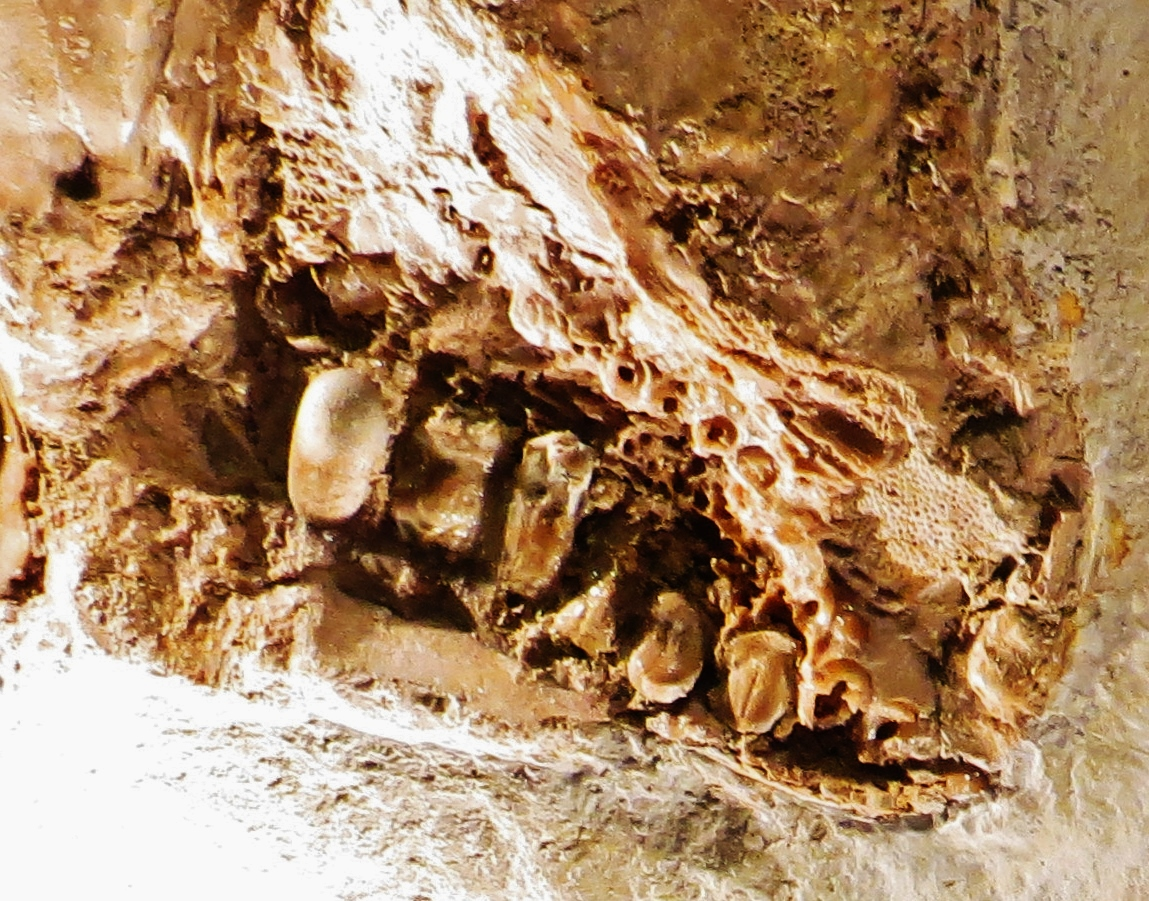
Particolare della dentatura di Macromesodon macropterus

## Classificazione
Macromesodon è un membro piuttosto arcaico dei picnodontiformi, un gruppo di pesci attinotterigi forse vicini all'origine dei teleostei e i cui membri erano solitamente dotati di corpi appiattiti lateralmente e di denti arrotondati. 
Il genere Macromesodon ha una storia tassonomica lunga e complicata, e gli esemplari a esso attribuiti sono stati attribuiti anche ai generi Eomesodon e Turbomesodon. Il genere Apomesodon, istituito nel 2002 per accogliere la specie Mesodon gibbosus (descritta da Wagner nel 1851), è in realtà attribuibile alla specie tipo di Macromesodon, M. macropterus. Questa era stata inizialmente descritta da Louis Agassiz nel 1834 sulla base di resti fossili eccezionalmente conservati provenienti dal Giurassico superiore (Titoniano) di Solnhofen, in Germania meridionale. Un'altra specie affine, ma più antica e arcaica, è M. surgens, del Giurassico superiore (Kimmeridgiano) di Cerin in Francia. 